# Steinfeld (Altmark)
Steinfeld (Altmark) ist Ortsteil der gleichnamigen Ortschaft der Stadt Bismark (Altmark) im Landkreis Stendal in Sachsen-Anhalt, (Deutschland).

## Geographie

### Lage
Steinfeld, ein Sackgassendorf mit Kirche, liegt etwa zwölf Kilometer östlich von Bismark und zehn Kilometer westlich der Kreisstadt Stendal.
Das umliegende hügelige Gebiet gehört zum Endmoränenbogen, der sich nördlich des Secantsgraben und der oberen Uchte in Richtung Stendal hinzieht. Südlich von Steinfeld erstreckt sich ein Kiefernwaldgebiet, östlich ein Laubwaldforst.
Nachbarorte sind Kläden im Westen, Grünenwulsch im Nordwesten, Darnewitz und Schinne im Norden, Schernikau im Osten, Schönfeld und Klein Möringen im Südosten.

### Ortschaftsgliederung
Die Ortschaft Steinfeld bildet sich durch die Ortsteile Schönfeld und Steinfeld.

## Geschichte

### Mittelalter bis Neuzeit

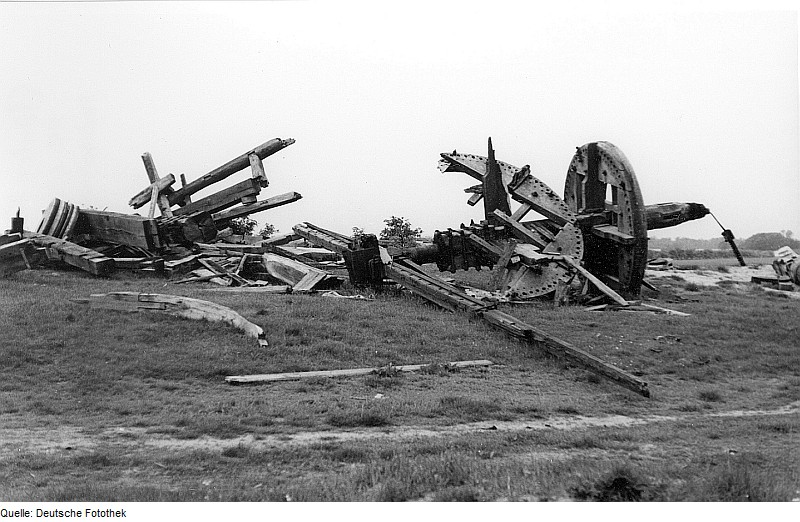
Reste der Windmühle (1974)

1209 wurde das Dorf erstmals in einer Urkunde als villa steinueld erwähnt, als Markgraf Albrecht II dem Domstift St. Nikolaus in Stendal seinen Besitz bestätigte. 1238 hieß es Steinfelde, als Graf Siegfried von Osterburg Dörfer und Besitz in der Altmark, mit denen er vorher vom St. Ludgerikloster Helmstedt belehnt worden war, dem Abt Gerhard von Werden und Helmstedt überschrieb, Weitere Nennungen sind 1246 in villa de Stenvelde (Stenfelde), 1293 war Heinrich von Stenvelde in Groß Schwechten begütert, 1314 in villa Stenveld, 1345 Schulzenhof in Steinuelt, 1375 Steinvelde, so der Eintrag im Landbuch der Mark Brandenburg, das Dorf hatte 40 Hufen und eine Mühle. Noch zu nennen wären 1444 steinfelde, 1687 Steinfeldt und schließlich 1804 Steinfeld, Dorf mit Schmiede, Windmühle und Leinewebern. Die Windmühle stand im Nordwesten des Dorfes.
1787 wurde eine Schule eingerichtet, 1843 ein Lehrer angestellt. 1885 hatte die Schule 43 Schulkinder.
1870 wurde die Bahnstrecke Stendal–Salzwedel eröffnet, an der Schönfeld den Bahnhof Schönfeld (b Stendal) erhielt, der 1950 nach der Eingemeindung Schönfelds zu Steinfeld in Steinfeld (b Stendal) umbenannt wurde.
Bei der Bodenreform wurden 1945 ermittelt: 24 Besitzungen unter 100 Hektar hatten zusammen 478 Hektar, eine Kirchenbesitzung hatte 14 Hektar und die Gemeinde 10 Hektar Land. Es meldeten sich 121 Bodenanwärter, darunter drei mit Besitz unter 5 Hektar. Im Jahre 1952 entstand die erste Landwirtschaftliche Produktionsgenossenschaft, die LPG Typ I „Matyas Rakosi“, 1953 ging sie zum Typ III über, 1959 wurde der Name in „Freier Bauer“ geändert.

### Archäologie

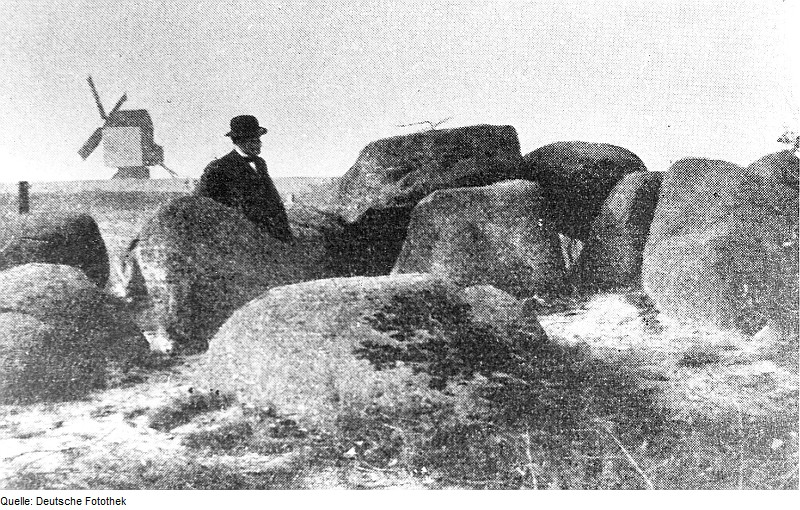
Hünengrab und Windmühle (1937)

Nördlich des Dorfes befindet sich das Großsteingrab Steinfeld. Es stammt aus der mittleren Jungsteinzeit und hat mit 46,5 Meter Länge das längste Hünenbett in Sachsen-Anhalt. Zwei weitere bereits 1751 beschriebene Gräber bei Steinfeld wurden im 19. Jahrhundert zerstört und die Steine zum Straßen- und Brückenbau verwendet.
Der Deckstein des Grabes wird „Klingstein“ oder „der klingende Stein von Steinfeld“ genannt, weil er nur auf einigen Punkten auflag und daher beim Anschlagen mit einem Stab melodische Töne von sich gab. Im Jahre 2006 offenbar nicht mehr, da er anders auflag.
1925 wurde vom Fund eines ockerfarbenen Steinzeitgefäßes mit herzförmigen Einstichen aus der Kiesgrube bei Steinfeld berichtet.
Im Altmärkischen Museum in Stendal ist ein früher Kugeltopf aus Steinfeld überliefert, der in das 11. bis 12. Jahrhundert datiert ist.

### Herkunft des Ortsnamens
Heinrich Sültmann meint, der Ortsname ist offenbar hergenommen von dem großen Langgrab nördlich des Dorfes.

### Eingemeindungen
Ursprünglich gehörte das Dorf zum Stendalischen Kreis der Mark Brandenburg in der Altmark. Zwischen 1807 und 1813 lag der Ort im Distrikt Stendal auf dem Territorium des napoleonischen Königreichs Westphalen. Nach der Vertreibung Napoleons gliederte Preußen im Rahmen einer Verwaltungsreform Steinfeld 1816 in den Landkreis Stendal ein.
Am 20. Juli 1950 wurde die bis dahin eigenständige Gemeinde Schönfeld nach Steinfeld eingemeindet.
Bei der Gebietsreform vom 25. Juli 1952 kam Steinfeld in den neu entstandenen Kreis Stendal im Bezirk Magdeburg. Am 1. Juli 1994 kam die Gemeinde zum heutigen Landkreis Stendal.
Durch einen Gebietsänderungsvertrag beschloss der Gemeinderat der Gemeinde Steinfeld (Altmark) am 11. Juni 2009, dass die Gemeinde Steinfeld (Altmark) aufgelöst und mit anderen Gemeinden zu einer neuen Einheitsgemeinde mit dem Namen Stadt Bismark (Altmark) zusammengeschlossen wird. Dieser Vertrag wurde vom Landkreis als unterer Kommunalaufsichtsbehörde genehmigt und trat am 1. Januar 2010 in Kraft. Zur dabei neu gebildeten Ortschaft Steinfeld der Stadt Bismark (Altmark) gehören die Ortsteile Steinfeld und Schönfeld.

### Einwohnerentwicklung

#### Gemeinde
| Jahr | Einwohner |
| ---- | --------- |
| 1734 | 122       |
| 1774 | 124       |
| 1790 | 131       |
| 1798 | 141       |
| 1801 | 145       |
| 1818 | 105       |
| 1840 | 165       |
| 1864 | 168       |
| 1871 | 155       |
| 1885 | 200       |
| 1892 | [00]185   |

| Jahr | Einwohner |
| ---- | --------- |
| 1895 | 180       |
| 1900 | [00]184   |
| 1905 | 172       |
| 1910 | [0]0175   |
| 1925 | 200       |
| 1939 | 190       |
| 1946 | 433       |
| 1964 | 430       |
| 1971 | 372       |
| 1981 | 320       |
| 1985 | [00]306   |

| Jahr | Einwohner |
| ---- | --------- |
| 1990 | [00]284   |
| 1993 | 295       |
| 1995 | [00]306   |
| 1998 | [00]329   |
| 2000 | [00]343   |
| 2002 | [00]347   |
| 2006 | [00]312   |
| 2007 | [00]296   |
| 2008 | [00]284   |
| 2009 | [00]298   |

Quelle, wenn nicht angegeben bis 1993:

#### Ortsteil
| Jahr | Einwohner |
| ---- | --------- |
| 2010 | [00]220   |

| Jahr | Einwohner |
| ---- | --------- |
| 2018 | [00]210   |
| 2020 | [00]217   |
| 2021 | [0]217    |
| 2022 | [00]225   |
| 2023 | [00]225   |

## Religion
Die evangelische Kirchengemeinde Steinfeld, die früher zur Pfarrei Kläden gehörte, wird heute betreut vom Pfarrbereich Möringen-Uenglingen im Kirchenkreis Stendal im Bischofssprengel Magdeburg der Evangelischen Kirche in Mitteldeutschland.
Die ältesten überlieferten Kirchenbücher für Steinfeld stammen aus dem Jahre 1718.
Die katholischen Christen gehören zur Pfarrei St. Anna in Stendal im Dekanat Stendal im Bistum Magdeburg.

## Politik

### Ortsbürgermeister
Ortsbürgermeisterin der Ortschaft Steinfeld ist seit Juli 2015 Kordula Stephan.
Letzter Bürgermeister der Gemeinde war der parteilose Jochen Schulz, der 2008 mit 96,36 Prozent der Wählerstimmen gewählt worden war.

### Ortschaftsrat
Die Ortschaftsratswahl am 9. Juni 2024 ergab das folgende Ergebnis (in Klammern die Ergebnisse von 2019):
- 4 Sitze Wählergemeinschaft Hauptgemeinde Steinfeld (5 Sitze)
- 1 Sitz AfD

Es wurde eine Frau gewählt. Von 245 Wahlberechtigten hatten 174 ihre Stimme abgegeben, die Wahlbeteiligung betrug damit 71,02 Prozent.
Bei den Gemeindewahlen 2005 und 2009 hatte die CDU in Steinfeld mit 32,1 bzw. 33,6 Prozent die meisten Stimmen erhalten.

## Kultur und Sehenswürdigkeiten

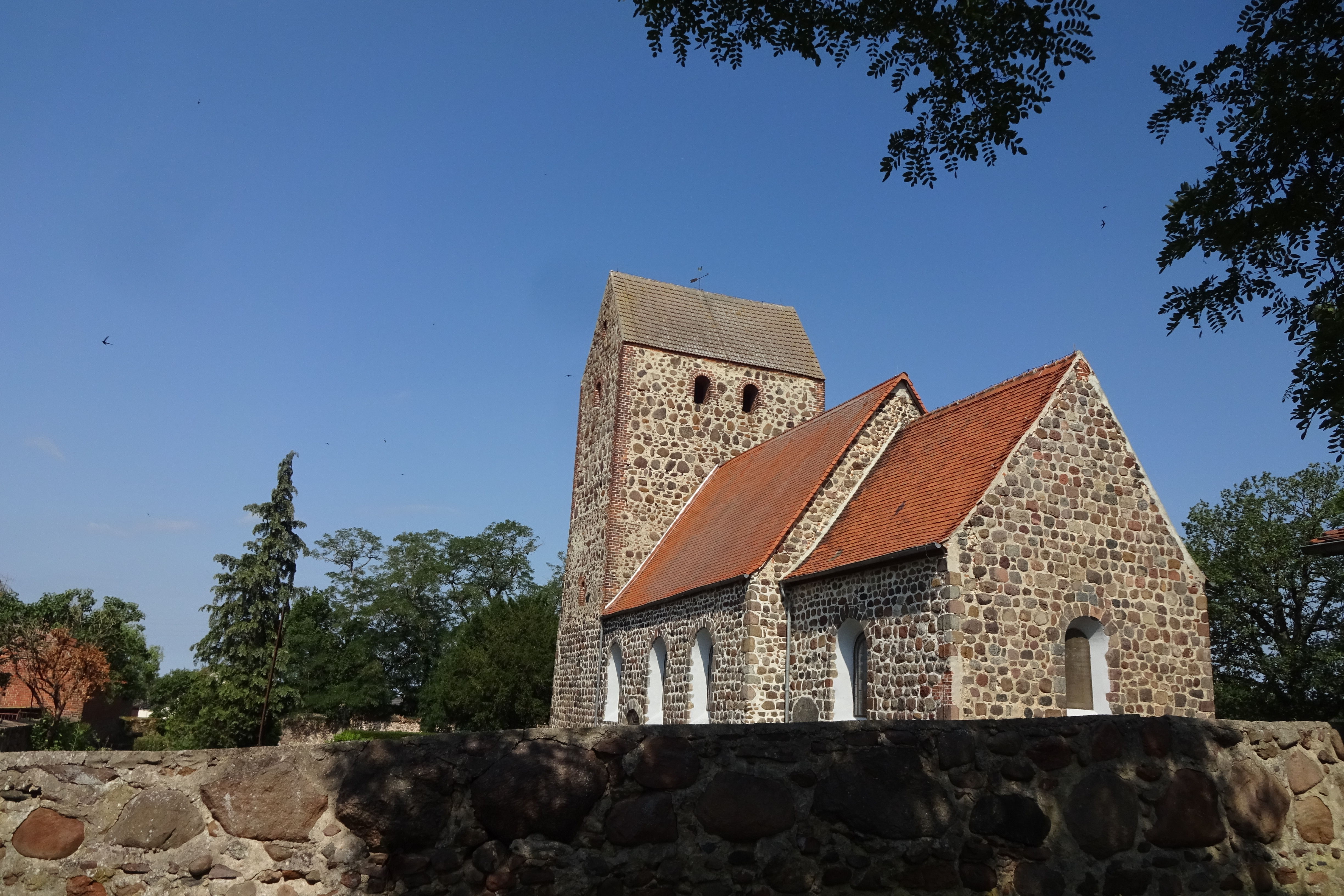
Kirche in Steinfeld

- Die evangelische Dorfkirche Steinfeld ist ein flach gedeckter Feldsteinbau aus der zweiten Hälfte des 12. Jahrhunderts. Der gotische Flügelaltar ist um 1440 entstanden.[40]
- Die Kirche steht auf einem Hügel auf dem Ortsfriedhof, der burgartig von einer alten Findlingsmauer umgeben ist.[18]
- Das größte Großsteingrab in der Altmark (ca. 5000 Jahre alt) steht am Feldweg Richtung Darnewitz.
- Der im September stattfindende Bauernmarkt lädt seit 1994 Besucher ein, die an der Kultur und Themen rund ums Landleben interessiert sind.[19][14]
- Seit 2008 findet der Klingsteinlauf für Groß und Klein am letzten Sonnabend im Mai statt.[19][14]

## Wirtschaft und Infrastruktur
Südlich des Ortes besteht eine Legehennenanlage mit heute mindestens 40.000 Hennenplätzen. Sie ist aus der „Zwischengenossenschaftlichen Einrichtung Eierproduktion Steinfeld“ hervorgegangen. Anfang der 1970er-Jahre war die Halle I mit ca. 5000 Hühnern erbaut worden.
Im Süden und Südosten des Ortes wird Kies und Sand abgebaut.

### Verkehr
Durch den Ort führt die Landesstraße 15, die die Verbindung zu Bismark und Stendal herstellt. Steinfeld liegt an der Bahnstrecke Stendal–Uelzen. Der Haltepunkt Steinfeld (b Stendal) (zuvor Schönfeld (b Stendal)) ist von der Ortsmitte 1,7 km entfernt. Es verkehren Linienbusse und Rufbusse von stendalbus.

## Sagen aus Steinfeld

### Die Riesensteine
1843 überlieferte Adalbert Kuhn Sagen über die Riesensteine in der Altmark. In der Gegend von Steinfeld und Schinne fielen Steine nieder, als sich die Riesen aus den beiden Orten in einem Krieg zu Tode warfen.

### Wie das Dorf Steinfeld seinen Namen bekam
Der Lehrer Paul Pfeil erzählte 1908 diese Sage. Die zwei Riesen Steinfeld und Schönfeld wollten backen. Steinfeld verschlief die Zeit, da wurde Schönfeld zornig und schimpfte ihn aus. Im Streit fingen sie an sich mit großen Steinen zu bewerfen. Schönfeld traf mit einem Stein den Steinfeld, so dass er tot hinfiel. An der Stelle, wo der Riese fiel, steht heute das Dorf Steinfeld.

### Das Hünengrab bei Steinfeld
Die Sage wurde überliefert vom altmärkischen Sagensammler Paul Niehus 1887 im „Altmärkischen Hausfreund“, von Alfred Pohlmann 1901 und 1908 im „Altmärkischen Sagenschatz“. Auf welche der Gräber der Großsteingräber bei Steinfeld (Bismark) und der Großsteingräber bei Kläden sich die Sage bezieht, lässt sich nicht feststellen.
In Steinfeld und Kläden lebten früher zwei Riesen. Sie vertrugen sich gut und buken zusammen ihr Brot in einem Backofen in Kläden. Wenn der Klädener Riese den Ofen geheizt hatte, schlug er mit seinem Teigmesser (Teighacke) gegen den Ofen, das Zeichen für den Steinfelder, seinen Teig zu bringen. Eines Tages musste der Klädener seinen Backtrog reinigen, eine Fliege störte ihn dabei, er erlegte diese mit so einem Schlag, dass der Steinfelder dachte, er könnte seinen Teig bringen. Als er in Kläden ankam, entbrannte ein Streit, da der Ofen noch nicht geheizt war. „Und von diesem Kampfe her sind die Steine des Hünengrabes bei Steinfeld liegen geblieben.“
Hanns H. F. Schmidt fasste die Sagen unter dem Titel „Riesiger Steit“ zusammen.